# Éclipse solaire du 24 octobre 1995
L'éclipse solaire du 24 octobre 1995 est une éclipse totale.

## Parcours

Carte animée de l'éclipse.

Elle commença en Iran, traversa le Sud de l'Afghanistan ainsi que le centre du Pakistan, puis traversa toute l'Inde du Nord et l'extrême Sud du Bangladesh. Ensuite, elle passa en Birmanie dont elle traversa le Sud du pays, puis elle traversa le centre de la Thaïlande, ainsi que le Cambodge et le Sud du Vietnam, pour passer en mer de Chine méridionale où elle eut son maximum. Après, elle passa sur l'extrême Nord de Bornéo, pour continuer sur l'Océan Pacifique jusqu'à sa fin.

## Galerie

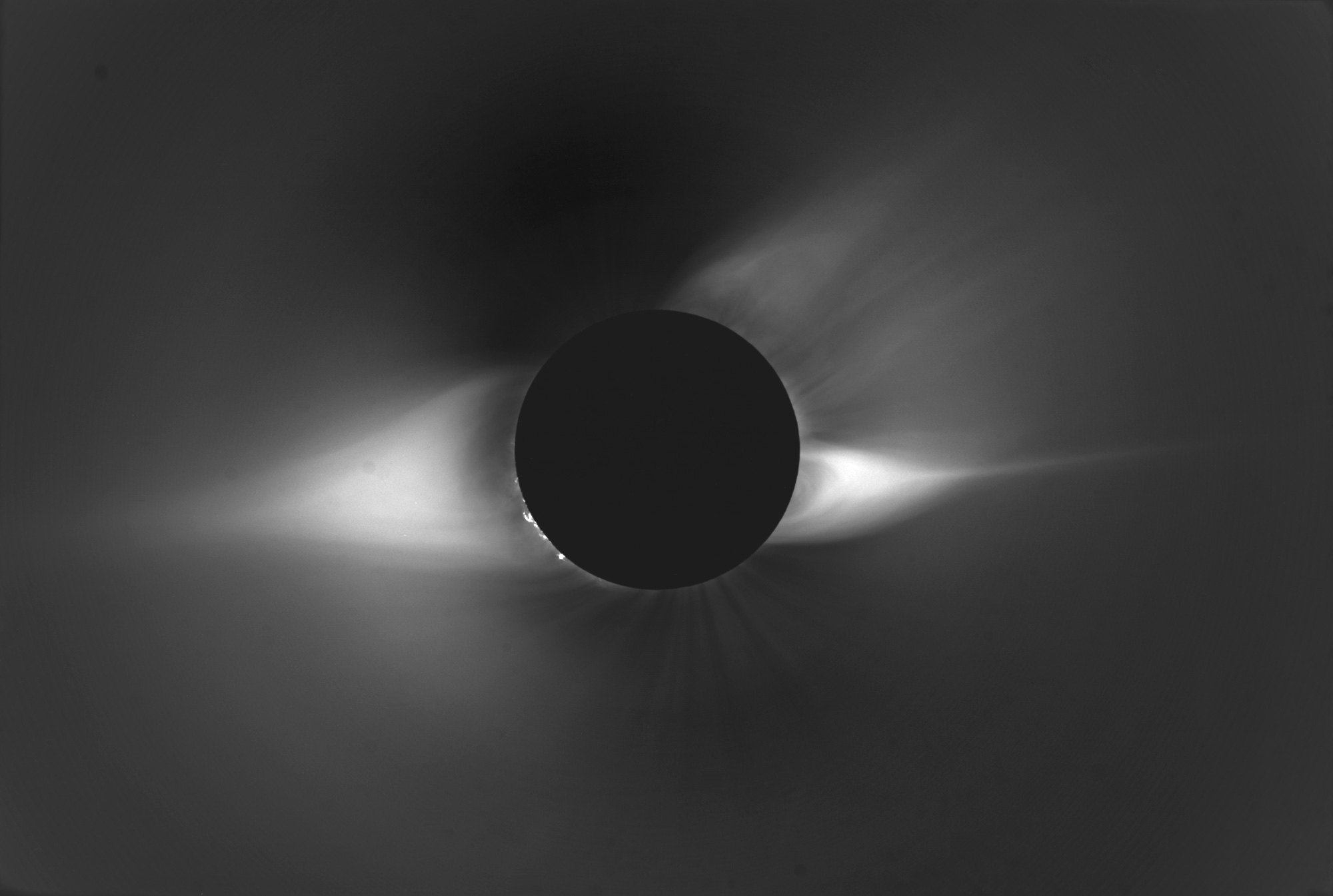
La couronne solaire durant l'éclipse totale par Fred Espenak, depuis Dundlod (Inde).